# Ludovic Zanini
Pas d'image ? Cliquez ici

a Compétitions nationales et continentales officielles uniquement.

Dernière mise à jour le 7 mai 2017.
Ludovic Zanini, né le 1er juin 1983 à Monaco, est un ancien joueur de rugby à XV français. Il évoluait au poste de talonneur.

## Carrière
Fils d'un demi de mêlée, il grandit et évolue à Menton[réf. nécessaire]. Il commence sa formation rugbystique à Nice avant de rejoindre le RC Narbonne dans les catégories jeunes, il devient international - de 18 ans puis en équipe de France sport-étude. Il dispute quatre matchs dans le Top 16 et marque un essai dès son premier match. Il participe également à plusieurs matchs de bouclier européen. Il dispute une quinzaine de matchs en championnat top14. En 2006, il rejoint l'Overmach Parme avec qui il dispute le Super 10 et la coupe d'Europe. En fin de saison, il revient en France et signe au RC Nîmes pour jouer en Fédérale 1. En 2008, il rejoint le RC Chateaurenard toujours en Fédérale 1. Il intègre l’équipe de France amateur et participe à la tournée au Brésil. En 2013, il rejoint le Rugby Club Tricastin (fédérale 2) et dès la première année il est capitaine de l'équipe qui accède à la division supérieure (Fédérale 1). Pendant 4 saisons, il restera au club du Tricastin avant de rejoindre en 2017 l'ASBC (Bédarrides) en Fédérale 2, là où il sera champion de France 2018. Il met un terme à sa carrière de joueur quelques jours après la finale avant de devenir entraîneur à l'USAP84 (Avignon-Le Pontet). À ce jour, il est toujours entraîneur des avants à l'USAP84.